# Margarita Wirsing Bordas
Margarita Wirsing i Bordas (Sant Feliu de Guíxols, Baix Empordà, 22 d'octubre de 1911 - Barcelona, 3 de gener de 1995) va ser la primera dona que va obtenir la llicenciatura de Ciències Físico-Químiques a Espanya. Es dedicà professionalment a la docència, la gestió educativa, la col·laboració periodística i l'escriptura.

## Biografia
Margarita Wirsing i Bordas era filla de Frederick Wirsing, nascut a Frankfurt del Main (Alemanya), que va establir-se a Sant Feliu el 1906 per treballar en la indústria del suro, i de la seva esposa, Rosalia Bordas i Vicens, nascuda a Portimão (Portugal), on durant un temps van residir la seva família --guixolenca-- també per negocis relacionats amb el suro. Margarita Wirsing va cursar els estudis el batxillerat a l'Institut General Tècnic de Girona (1922- 1928) i la carrera de Física i Química a la Universitat de Barcelona entre 1928 i 1933. El seu títol de llicenciatura duu la data del 26 de juliol de 1933. El febrer de 1934, amb només vint-i-dos anys, va començar a treballar com a professora de matemàtiques interina en el Col·legi Subvencionat de Segon Ensenyament de Sant Feliu. Tres mesos després va ser nomenada secretària d'aquell centre docent pel Ministeri d'Instrucció Pública.
L'agost de 1936 va ser escollida comissaria directora de l'institut guixolenc de Segon Ensenyament per encàrrec de l'alcalde Francesc Campà. Durant la guerra civil va participar en l'organització d'actes en favor de l'Exèrcit Popular i va manifestar-se en favor de la llibertat dels pobles. Posteriorment va ser represaliada pel règim franquista i va patir dos consells de guerra que la van inhabilitar durant dos anys per a l'ensenyament, ja fos públic o privat. No va ser fins a finals de la dècada de 1940 que va poder reprendre la seva tasca educativa a una acadèmia privada. Tot i així, el 1942 va ingressar com a col·legiada del Col·legi de Doctors i Llicenciats, amb el número 1009.
Va ser impulsora de l'institut d'Estudis Guixolencs (1952) i redactora de la revista Àncora, de la qual va ser directora del 1961 fins al 1972, quan es va traslladar a Barcelona per motius laborals. Àncora es mantenia gràcies a l'esforç d'un grapat de persones que hi contribuïen desinteressadament, de vegades fins i tot aportant-hi diners. Es reunien setmanalment a casa de Margarita Wirsing i tenien el magatzem a casa d'un altre membre de l'equip de redacció, Lluís Palahí. Aquesta revista va instituir un premi literari de poesia marinera que porta el seu nom. A Barcelona va exercir de professora al Col·legi SIL, i als instituts Infanta Isabel d'Aragó i Narcís Monturiol.
Va organitzar classes nocturnes per a dones obreres i va escriure molts articles i notes amb el pseudònim L. d'Andraitx a diversos mitjans, entre els quals el Diario de Barcelona.
Estava casada amb Joan Albertí Salip, que, com la família d'ella, també es dedicava a la indústria del suro.
Margarita Wirsing va morir als 83 anys, el 3 de gener de 1995. Era ja vídua i tenia tres fills (Maria Mercè, Freddy i Margarita), i nets i besnets. Pocs dies abans de la seva mort encara va poder veure publicat un llibre seu dedicat a les persones que estimava i que va titular Volves, crònica d'un any (1993-1994).

## Reconeixements
El 3 d'abril de 1965 se li va concedir el títol de Col·legiada de mèrit del Col·legi de Doctors i Llicenciats. Aquest títol vol destacar col·legiats que han destacat per la seva tasca docent i de difusió de la cultura i amb una llarga trajectòria dins el Col·legi.
L'any 1993, l'Associació Turística Guixolenca (ATG) li atorgà la III Porta Ferrada d'Or, en reconeixement de la seva continuada dedicació en pro de la cultura i el turisme de la ciutat de Sant Feliu.
L'any 2012, la ciutat de Barcelona li va dedicar un jardí en el districte de Les Corts. També duu el seu nom un carrer de Sant Feliu de Guixols que va de la carretera de Sant Pol al carrer de Trafalgar.